# Martiniano (magister militum)
Martiniano (latino: Martinianum; florui 478; fl. V secolo) fu un generale dell'Impero romano d'Oriente.
Fu nominato magister militum (probabilmente praesentialis I) dall'imperatore Zenone nel 478, quando Teodorico Strabone si era ribellato, per comandare l'esercito mandato contro il generale ribelle. Zenone, però, decise di dilazionare l'attacco, e le truppe persero la propria capacità combattiva: allora Martiniano suggerì all'imperatore di disperderle.